# 深川和征
深川和征（日语：／ Fukagawa Kazumasa，4月21日—）是日本男聲優，隸屬於青二事務所。

## 配音作品

### 電視動畫
2015年
- 高校星歌劇（學生）
- 七龍珠超（士兵）
- ONE PIECE（國民）

2016年
- 七龍珠超（祖諾的隨從）
- 機動戰士鋼彈 鐵血孤兒 第2期（拉迪斯·利洛德）
- 神裝少女小纏（飛行員）
- 虎面人W（矢野通、西田、年輕人、觀眾）
- 時空使徒（囚犯）

2017年
- 七龍珠超（警官、店員）
- 人渣的本願（電影的男性）
- ID-0（社員(2)、作業員I）
- 來自「沒有榮耀的天才們」的故事（菲律賓選手）
- 正確的卡多
- Re:CREATORS（相關人士）
- 咕嚕咕嚕魔法陣（守門人）
- 妖怪公寓的優雅日常（社員B、不良D、不良B、朝田）
- 騎士&魔法（亞尼斯）
- 龍族拼圖X（領地龍喚士）
- 魔物獵人物語 RIDE ON（獵人②）
- Classica Loid 2（廣播）

2018年
- Slow Start（醫生）
- 飆速宅男 GLORY LINE（觀眾）
- 齊木楠雄的災難 第2期（男學生B）
- 鬼太郎（廣播、刑警、河童、記者、中學生、男、妖怪、父）
- 鋼彈創鬥者 潛網大戰（虎武龍潛行者）
- 女神異聞錄5 the Animation（中野原夏彦）
- 賽馬娘 Pretty Derby（觀眾）
- 刀劍神域外傳 Gun Gale Online（玩家）
- 刃牙（男學生、學生、不良）
- Free!-Dive to the Future-（稻田實直、警備員、裁判、部員、高校生）
- 暮光幻影（私兵A）
- ONE PIECE特別篇：空島之章（英语：ONE PIECE エピソードオブ空島）
- 新幹線變形機器人 THE ANIMATION（霧島ニチリン）
- 魔法律事務所（岩本[1]、執事）
- 關於我轉生變成史萊姆這檔事（哥布林們）
- 刀劍神域 Alicization（農夫）

2019年
- 鬼太郎（烏天狗、主持人、作業員）
- 飛翔吧！戰機少女（管制官）
- 荒野的壽飛行隊（記者、黑面罩—）
- 我們真的學不來！（職員）
- 請讓我撒嬌，仙狐大人！
- 櫻桃小丸子（外國人）
- 龍族拼圖（男）
- 巴比倫（男性播音員）

2020年
- 地縛少年花子君（英語教師）
- 阿薩里爾未來的民間故事（町人、士兵、有錢的男人）
- 『催眠麥克風 -Division Rap Battle-』Rhyme Anima（湯姆·維斯帕·維澤庫克）

2021年
- 暮蟬悲鳴時 業（看門犬）
- 不要欺負我，長瀞同學（遊戲聲音）
- Muv-Luv Alternative（門兵A、衛士C、美軍衛士、反亂軍衛士A）
- 特斯拉筆記（楠木翔太、布雷茲）
- 86—不存在的戰區—（軍團長）
- 數碼寶貝幽靈遊戲（遊戲解說）
- 境界戰機（齋藤）

2022年
- Platinum End（狙擊手）
- 秘密內幕～女警的反擊～（署員）
- BLEACH 千年血戰篇（死神）
- 書蟲公主（阿列克謝的部下、男）
- 福星小子（通信）
- 戀愛Flops（醫生）

2023年
- 不要欺負我，長瀞同學 2nd Attack（遊戲聲音）
- 再得一勝！
- 絆之Allele（外國人）
- 東京喵喵 NEW♡（研究員）
- 奇異賢伴 黑色天使
- 七魔劍支配天下（達斯汀·海吉斯）
- 撿走被人悔婚的千金，教會她壞壞的幸福生活（兵長）
- 聖魔大戰 BIKKURI-MEN（山姆）
- 川越男子歌唱團（鈴木·卡提斯[2]）
- 重生者的魔法一定要特別（阿烏達）
- 『催眠麥克風 -Division Rap Battle-』Rhyme Anima+（湯姆·維斯帕·維澤庫克）

2024年
- 七大罪 啟示錄四騎士（貝利歐）
- 七大罪 啟示錄四騎士 第2期（貝利歐）

2025年
- 來到棒球場捕捉我吧！（髭）

### 劇場版動畫
2022年
- 劇場版 關於我轉生變成史萊姆這檔事 紅蓮之絆篇（敵兵）

### 網路動畫
2016年
- 怪物彈珠（2016年 - 2019年 男D、觀眾B、天使兵、沙扎麗帝國兵）

2018年
- 惡魔人 Crybaby（巴士乗客B、軍人1）

2019年
- 聖鬥士星矢：黃道十二宮戰士（警備1）

2022年
- 地球外少年少女（廣播員B）

2023年
- 靈幻小子（演員）

### 遊戲
2015年
- 怪物彈珠（2015年 - 2022年 梵天、貝多芬、葛飾北齋、阿爾卡迪亞）

2025年
- 真·三國無雙 起源（諸葛亮）

## 外部連結
- 事務所介紹 （页面存档备份，存于）